# Thomas Symonds (Admiral)
Sir Thomas Matthew Charles Symonds, GCB (* 15. Juli 1813 (nach anderen Angaben: 1811) in Milford on Sea, Hampshire, England; † 14. November 1894 in Sunny Hill, Higher Warberry, Torquay, Devon, England) war ein britischer Seeoffizier der Royal Navy und zuletzt Flottenadmiral, der unter anderem von 1868 bis 1870 Oberkommandierender des Kanal-Geschwaders (Commander-in-chief, Channel Squadron) sowie zuletzt von 1875 bis 1878 Oberkommandierender der Marinebasis Devonport (Commander-in-chief, Devonport) war.

## Leben

### Familiäre Herkunft, Ausbildung und Verwendungen als Seeoffizier

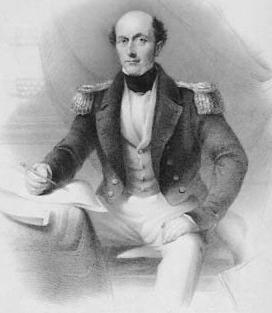
Der Vater von Thomas Symonds war Konteradmiral Sir William Symonds.

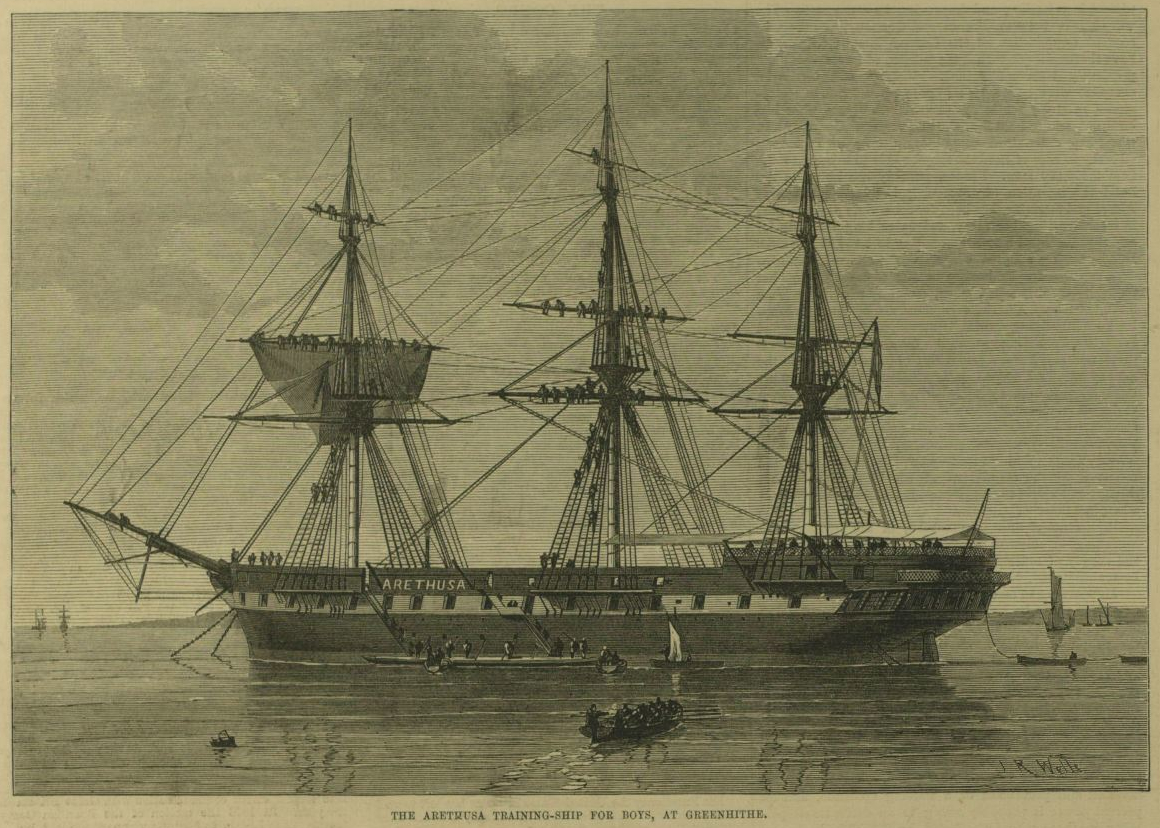
Kapitän zur See Symonds war von 1850 bis 1853 Kommandant der Fregatte HMS Arethusa.

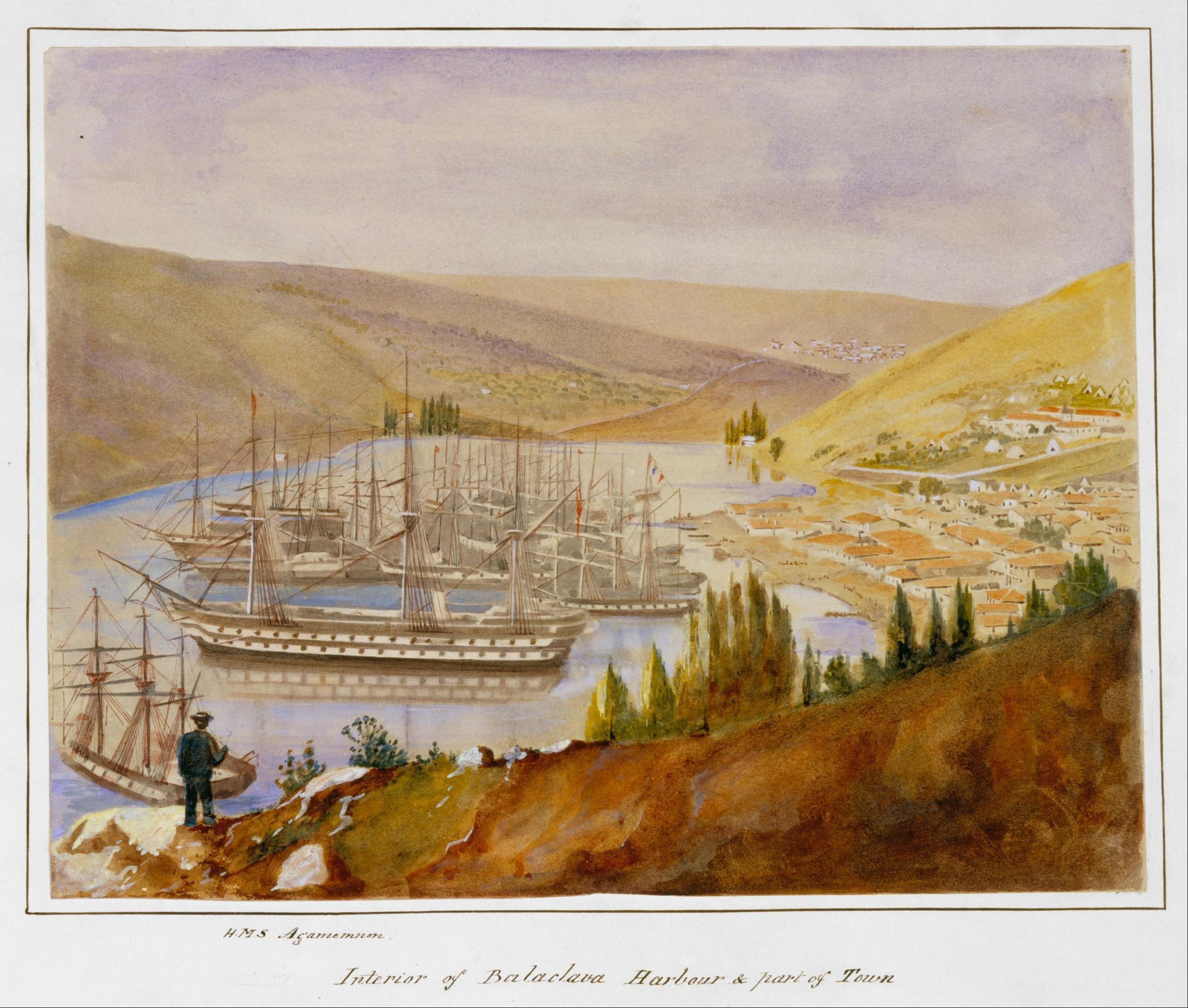
Während des Krimkrieges war Captain Symonds im Schwarzen Meer von 1853 bis 1855 Kommandant des 91-Kanonen-Linienschiffs HMS Agamemnon.

Thomas Matthew Charles Symonds war der zweitälteste Sohn von Konteradmiral Sir William Symonds, CB, FRS (1782–1856), der von 1832 bis 1847 als Surveyor of the Royal Navy Leiter des Vermessungsamtes der Marine war. Sein älterer Bruder William Cornwallis Symonds (1810–1841) spielte als Hauptmann der British Army bei der frühen Kolonisierung Neuseelands eine herausragende Rolle, während seiner jüngerer Bruder John Jermyn Symonds (1816–1883) für die New Zealand Company tätig sowie von 1858 bis 1860 Mitglied des Repräsentantenhauses von Neuseeland war. Sein Großvater Thomas Symonds (1731–1792) war ebenfalls Seeoffizier und während des Amerikanischen Unabhängigkeitskrieges (1775 bis 1783) Kapitän zur See der Royal Navy, während sein Onkel Thomas Edward Symonds (1781–1868) ebenfalls Konteradmiral der Royal Navy war. Seine Tante war die Schriftstellerin und Künstlerin Mary Anne Symonds Whitby (1783–1850) war, die sich zudem auf dem Gebiet der Zoologie mit der Züchtung von Seidenspinnern und dem Seidenbau befasste und darüber eine Korrespondenz mit Charles Darwin führte.
Er selbst trat am 25. April 1825 in die Royal Navy ein und wurde nach seiner Ausbildung zum Seeoffizier am 5. November 1832 zum Lieutenant befördert. In der Folgezeit diente er vom 6. Mai bis zum 17. September 1833 unter dem Kommando von Captain William Jones auf der zur Marinebasis Portsmouth gehörenden Fregatte HMS Vestal sowie danach vom 25. September 1833 bis zum 16. Juli 1834 unter dem Kommando von Captain Samuel Roberts auf der Fregatte HMS Endymion, die zur Mittelmeerflotte (Mediterranean Fleet) gehörte. Nachdem er vom 17. Juli 1834 bis zum 31. Januar 1835 unter Captain Peter Rainier auf dem ebenfalls zur Mittelmeerflotte gehörenden Linienschiff HMS Britannia Verwendung fand, war er vom 1. Februar 1835 und bis zum 7. Februar 1838 unter Captain William Hobson Offizier auf der Fregatte HMS Rattlesnake, die zur Marinestation Ostindien (East Indies Station) gehörte, und erhielt dort am 21. Oktober 1837 seine Beförderung zum Commander.
Symonds war vom 27. August 1838 bis zum 23. Juni 1841 Kommandant der zur Marinestation Nordamerika und Westindien (North America and West Indies Station) gehörenden Sloop HMS Rover und wurde am 22. Februar 1841 zum Captain befördert. Am 30. Mai 1846 wurde er wieder zur Mittelmeerflotte versetzt und war anfangs bis zum 19. Juni 1849 Kommandant der HMS Spartan sowie vom 19. Januar 1850 bis zum 26. Dezember 1853 Kommandant der Fregatte HMS Arethusa. Während des Krimkrieges (1853 bis 1856) war er im Schwarzen Meer vom 27. Dezember 1853 bis zum 1. Juli 1855 zunächst Kommandant des 91-Kanonen-Linienschiffs HMS Agamemnon, welches als Flaggschiff des stellvertretenden Oberkommandierenden der Mittelmeerflotte Konteradmiral Edmund Lyons diente, und daraufhin vom 2. Juli 1854 bis zum 15. Januar 1855 abermals Kommandant der HMS Arethusa. Für seine militärischen Verdienste während des Krimkrieges wurde er am 5. Juli 1855 zum Companion des Order of the Bath (CB) ernannt und war vom 30. November 1855 bis zum 30. Juni 1856 Kommandant des zum Kanalgeschwader gehörenden Linienschiffs HMS Conqueror.

### Aufstieg zumAdmiral of the Fleet
Thomas Symonds wurde am 1. November 1860 zum Rear-Admiral befördert und übernahm mit dem Linienschiff HMS Indus als Flaggschiff am 1. Dezember 1862 von Konteradmiral Sir Thomas Sabine Pasley den Posten als Admiral-Superintendent der Werft Devonport. Auf diesem Posten verblieb er bis zum 15. April 1866 und wurde daraufhin von Konteradmiral James Robert Drummond abgelöst. Er erhielt am 2. April 1866 seine Beförderung zum Vice-Admiral und wurde am 13. März 1867 als Knight Commander des Order of the Bath (KCB) geadelt, so dass er fortan das Prädikat „Sir“ führte. Am 12. Dezember 1868 übernahm er mit der Panzerfregatte HMS Minotaur als Flaggschiff von Konteradmiral Frederick Warden den Posten als Oberkommandierender des Kanal-Geschwaders (Commander-in-chief, Channel Squadron). Diese Position hatte er bis zum 21. Juni 1870 inne und wurde im Anschluss von Vizeadmiral Sir Hastings Yelverton abgelöst.
Am 14. Juli 1871 erhielt Sir Thomas Symonds seine Beförderung zum Admiral. Am 1. November 1875 übernahm er mit dem Linienschiff HMS Royal Adelaide als Flaggschiff von Vizeadmiral Sir Henry Keppel den Posten als Oberkommandierender der Marinebasis Devonport (Commander-in-chief, Devonport) in Plymouth. Dieses Kommando übte er bis zum 1. November 1878 aus, woraufhin Admiral Sir Arthur Farquhar seine dortige Nachfolge antrat. Am 15. Juni 1879 wurde er schließlich zum Admiral of the Fleet befördert und wurde am 23. April 1880 zum Knight Grand Cross des Order of the Bath (GCB) erhoben. Am 15. Juli 1883 schied er nach 58 Dienstjahren aus dem aktiven Militärdienst und trat in den Ruhestand.
Thomas Symonds war zwei Mal verheiratet und heiratete am 25. September 1845 in erster Ehe Anna Maria Heywood, Tochter von Kapitän zur See Edmund Heywood, sowie 1856 in zweiter Ehe Prestwood Mary Wolrige (1836–1905), Tochter von Kapitän zur See Thomas Wolrige (1782–1845).

## Hintergrundliteratur
- Donald Macintyre, Basil W. Bathe: Man of War: A History of the Combat Vessel, New York, McGraw-Hill 1974, ISBN 978-0-0704-4-5857
- Tony Heathcote: The British Admirals of the Fleet 1734–1995, Havertown, Pen & Sword 2002, ISBN 0-85052-835-6.